# Banco nacional
No setor bancário, o termo banco nacional possui vários significados:
- especialmente nos países em desenvolvimento, um banco de propriedade do estado
- um banco privado comum que opera nacionalmente (em oposição a regional ou localmente ou até internacionalmente)
- nos Estados Unidos, um banco privado comum que opera dentro de uma estrutura regulatória específica, que pode ou não operar nacionalmente, sob a supervisão do Gabinete do Controlador da Moeda.

No passado, o termo "banco nacional" era usado como sinônimo de "banco central", mas hoje não é mais usado nesse sentido. Alguns bancos centrais podem ter as palavras "Banco Nacional" em seu nome; por outro lado, se um banco é nomeado dessa maneira, ele não é automaticamente considerado um banco central. Por exemplo, o Banco Nacional do Canadá de Montreal, Canadá, é um banco comercial de propriedade privada. Por outro lado, o Banco Nacional da Etiópia é o banco central da Etiópia e o Banco Nacional do Camboja é o banco central do Camboja.

## Por país

### Afeganistão
O Pashtany Bank é o banco de propriedade do governo com sede em Cabul que controla o Da Afghanistan Bank, bem como o Afghan National Bank.

### Argentina
O banco nacional da Argentina é o Banco de la Nación Argentina, fundado em 1891.
O Commonwealth Bank of Australia foi fundado por uma Lei do Parlamento australiano em 1911. A nacionalização bancária era a política do governo trabalhista de Andrew Fisher. Em um movimento raro para a época, o banco deveria ter tanto poupança quanto negócios bancários em geral. O banco também foi o primeiro banco na Austrália a receber uma garantia do Governo Federal.
Em 1958 e 1959, houve uma controvérsia relativa à dupla função do banco como banco central, por um lado, e banco geral, por outro. Como resultado, o banco foi dividido, atribuindo a função de banco de reserva ao Reserve Bank of Australia e a função de banco geral à Commonwealth Banking Corporation.
O Banco Commonwealth foi privatizado nos anos 90 pelo governo Keating Labor. A partir de 2016, é um dos quatro grandes bancos, juntamente com o Banco Nacional da Austrália, que sempre foi de propriedade privada.

### Bulgária
O Banco Nacional da Bulgária é o banco central da Bulgária, fundado em 1879 e é o 13 banco central mais antigo do mundo.

### Canadá
Para o banco central do Canadá, consulte Banco do Canadá. O Banco Nacional do Canadá é um banco privado, não relacionado ao banco central.

### Chile
O banco nacional no Chile é o BancoEstado. Foi criado em 1953, fundindo várias instituições financeiras estatais. O banco opera em concorrência com bancos privados, mas, além da rentabilidade, seus objetivos incluem ter um impacto social positivo.

### Colômbia
O banco nacional da Colômbia é o Banco da República. Seu papel principal é controlar o fluxo de dinheiro dentro e fora do país e emitir a moeda colombiana, o peso.

### Dinamarca
O Danmarks Nationalbank é o banco central do Reino da Dinamarca.

### Índia
Na Índia, existem 18 grandes bancos nacionalizados que dominam o setor bancário, devido ao seu grande tamanho e ampla rede.
Bancos do setor público (% de participação do governo em 31 de dezembro de 18)
1. Banco Allahabad (79,41%)
2. Banco Andhra (84,83%)
3. Banco da Índia (99,99%)
4. Banco de Baroda (63,74%)
5. Banco de Maharashtra (87,01%)
6. Banco Canara (72,55%)
7. Banco Central da Índia (88,02%)
8. Banco Corporativo (84,96%)
9. Banco Indiano (81,73%)
10. Indian Overseas Bank (91,99%)
11. Banco de Comércio Oriental (77,23%)
12. Punjab & Sind Bank (79,62%)
13. Banco Nacional de Punjab (70,22%)
14. Banco Estadual da Índia (58,53%)
15. Banco Sindicalizado (81,23%)
16. Banco UCO (93,29%)
17. Union Bank of India (67,43%)
18. Banco Unido da Índia (92,25%)

### Irã
O Banco Nacional do Irã é o Banco Central da República Islâmica do Irã (CBI) (em persa: بانک مرکزی جمهوری اسلامی ايران, Bank Markazi Jomhouri Islami Iran). Foi criado em 1960.

### Quênia
O Banco Nacional do Quênia é um banco comercial fundado em 1968. Suas ações estão listadas na Bolsa de Valores de Nairóbi e são de propriedade majoritária (70%) em conjunto pelo Governo do Quênia e pelo Fundo Nacional de Seguridade Social do Quênia.

### Nova Zelândia
A Nova Zelândia atualmente possui um banco estatal, o Kiwibank, estabelecido em 2001.
O governo da Nova Zelândia anteriormente possuía outros dois bancos na Nova Zelândia: o Banco da Nova Zelândia, de 1945 a 1992, quando foi privatizado e vendido, e o Post Office Savings Bank, que foi criado como uma entidade separada com a privatização do New Zealand Post. O PostBank foi vendido para a ANZ Nova Zelândia em 1989.
O Banco Nacional da Nova Zelândia era um banco de varejo que, em 2003, foi comprado pela ANZ junto ao seu antigo proprietário, Lloyds TSB. Em 2013, foi renomeada como ANZ.

### Paquistão
O Banco Nacional do Paquistão é um grande banco no Paquistão.

### Palestina
The National Bank TNB é o banco líder na Palestina .

### Sérvia
O Banco Nacional da Sérvia é o banco central estatal da Sérvia que regula a moeda dinar sérvio.

### África do Sul
O First National Bank (África do Sul) é um banco comercial e é um dos "Big Four" da África do Sul.

### Estados Unidos
Nos Estados Unidos, o termo banco nacional se referia originalmente ao revolucionário Banco da América do Norte (mais tarde o Primeiro Banco dos Estados Unidos) ou seu sucessor, o Segundo Banco dos Estados Unidos. Ambos agora estão extintos.
No moderno Estados Unidos, o Banco Nacional termo tem um significado preciso: uma instituição bancária fretado e supervisionado pelo Escritório do Controlador da Moeda ("OCC"), uma agência do Departamento do Tesouro dos EUA, de acordo com o National Bank Act. A inclusão no nome do banco da palavra Nacional, a designação Associação Nacional ou a sua abreviatura NA é uma parte necessária do título legal distintivo de um banco nacional, como em "Citibank, N.A." ou "CIT Bank, N.A. "Muitos bancos estaduais, por outro lado, são fretados pelas agências governamentais governamentais aplicáveis (geralmente o departamento bancário do estado). A Federal Deposit Insurance Corporation (FDIC) assegura depósitos em bancos nacionais e estaduais.
A vantagem de possuir uma carta do National Bank Act é que um banco nacional não está sujeito às leis estaduais de usura destinadas a impedir empréstimos predatórios. (No entanto, veja também Cuomo v. Clearing House Association, LLC, afirmando que os regulamentos bancários federais não impedem a capacidade dos estados de fazer cumprir suas próprias leis de empréstimos justos.) Atualmente, não há limite federal de taxas. O governo federal exige apenas que quaisquer taxas, taxas ou termos estabelecidos pelos emissores sejam divulgados ao consumidor de acordo com a Lei da Verdade no Empréstimo.
Não obstante o nome, nem todos os bancos nacionais têm operações em todo o país. Alguns bancos nacionais têm operações em apenas uma cidade, município ou estado. Os bancos nacionais também devem ser distinguidos das associações federais de poupança, incluindo as poupanças e empréstimos federais e os bancos federais, que são instituições financeiras fretadas pelo Escritório de Supervisão de Poupança, uma agência do Departamento do Tesouro dos EUA que foi incorporada ao Gabinete do Controlador da Moeda em 21 de julho de 2012.
O Federal Reserve é o banco central dos Estados Unidos; não é um banco nacional, mas um sistema único de instituições especialmente criadas pelo Congresso para servir nessa capacidade.